# Guido Gualandi
Guido Gualandi, noto con il nome di battaglia il Moro (Dozza, 28 novembre 1908 – Imola, 31 maggio 1964), è stato un partigiano italiano.

## Biografia
Militante comunista fin da giovane età, nel 1932 fu condannato al confino per aver organizzato a Imola una celebrazione del 1º maggio. Dopo quasi sei anni trascorsi nell'isola di Ponza, riprese ad operare in clandestinità.
Dopo l'8 settembre fu tra i principali organizzatori della Resistenza nel Bolognese e fu commissario politico della 36ª Brigata Garibaldi "Alessandro Bianconcini".
Era il padre del più volte parlamentare del PCI Enrico Gualandi.